# Colin Hendry
Pour les articles homonymes, voir Hendry.
Colin Hendry, né le 7 décembre 1965 à Keith dans le Moray, est un footballeur international puis entraîneur écossais. Il évolue au poste de défenseur du début des années 1980 au début des années 2000.

## Biographie
Formé au Dundee FC, il évolue ensuite notamment aux Blackburn Rovers, avec qui il remporte le titre de champion d'Angleterre en 1995, à Manchester City et aux Glasgow Rangers, où il remporte le triplé championnat, Coupe d’Écosse et Coupe de la Ligue. Il termine sa carrière au Blackpool FC en 2003.
Il compte 51 sélections pour trois buts inscrits en équipe d'Écosse, dont il est le capitaine lors de l'Euro 1996 et la Coupe du monde 1998. Il fait partie du Tableau d'honneur de l'équipe d'Écosse de football, où figurent les internationaux ayant reçu plus de 50 sélections pour l'Écosse, étant inclus en mars 2001.
Devenu entraîneur, il dirige Blackpool FC lors de la saison 2004-2005 puis Clyde FC en 2007-2008.

## Palmarès
- Champion d'Angleterre en 1995 avec les Blackburn Rovers.
- Vainqueur de la Full Members Cup en 1987 avec les Blackburn Rovers.
- Champion d'Écosse en 1999 avec les Glasgow Rangers.
- Vainqueur de Coupe d’Écosse en 1999 avec les Glasgow Rangers.
- Vainqueur de la Coupe de la Ligue écossaise en 1999 avec les Glasgow Rangers.